# Tuskahoma (Oklahoma)
Tuskahoma es un lugar designado por el censo ubicado en el condado de Pushmataha en el estado estadounidense de Oklahoma. En el Censo de 2010 tenía una población de 151 habitantes y una densidad poblacional de 41,03 personas por km².

## Geografía
Tuskahoma se encuentra ubicado en las coordenadas 34°37′47″N 95°16′57″O / 34.62972, -95.28250. Según la Oficina del Censo de los Estados Unidos, Tuskahoma tiene una superficie total de 5.92 km², de la cual 5.86 km² corresponden a tierra firme y (1.09%) 0.06 km² es agua.

## Demografía
Según el censo de 2010, había 151 personas residiendo en Tuskahoma. La densidad de población era de 41,03 hab./km². De los 151 habitantes, Tuskahoma estaba compuesto por el 58.28% blancos, el 0.66% eran afroamericanos, el 38.41% eran amerindios, el 0% eran asiáticos, el 0% eran isleños del Pacífico, el 0% eran de otras razas y el 2.65% pertenecían a dos o más razas. Del total de la población el 0% eran hispanos o latinos de cualquier raza.